# Коллегова, Дарья Александровна
Дарья Александровна Коллегова (4 января 1960) — советский и российский живописец, член Союза художников Санкт-Петербурга, доцент Академического института имени И. Е. Репина.

## Биография

### Детство и годы обучения
Дарья Александровна Коллегова родилась 4 января 1960 года в Ленинграде в рабочей семье. Рисовать Дарья Коллегова начала с самого раннего детства. Желание стать художницей передалось ей по наследству от её матери Марты Ивановны Коллеговой, которая в своё время не смогла поступить на факультет живописи Академии художеств из-за того, что прошла война и она осталась без отца. Потому, её нереализованная мечта легла на дочь, и её первые шаги в искусстве проходили под влиянием и руководством матери. Марта Ивановна восторгалась живописью русских художников, которые занимались в своей творчестве поисками цвета и света. С живописью французских импрессионистов Дарья была знакома с самого детства, так как часто посещала Эрмитаж, где находится одна из лучших в мире коллекций французской живописи конца XIX века.
В скором времени родители Дарьи заметили талант будущей художницы и записали её в Среднюю
 Художественную Школу (СХШ) им. Б.Иогансона при Институте им. И. Е. Репина, которую Коллегова окончила в [1978 году. После школы в 1979 году Коллегова поступила и с отличием закончила Санкт-Петербургский государственный академический институт живописи, скульптуры и архитектуры имени И. Е. Репина (мастерская профессора В. И. Рейхета), где её дипломной работой была картина «1942 год». Коллегова Дарья училась у двух великих мастеров живописи Угарова Бориса Сергеевича и Рейхета Виктора Иосифовича. Школа этих живописцев отличалась классическими традициями русской реалистичной живописи. Их учителем был знаменитый русский художник Виктор Михайлович Орешников. Внимание к человеку, к его портретной характеристики лежало в основе этой школы. В учебных постановках всегда было минимальное количество драпировок, чтобы они не мешали главному, в портрете — это лицо. Цветовая гамма всегда была приглушенной, никаких открытых красок не применялось, поскольку холст воспринимался как среда. Фактура, поверхность холста, то «как написано» имело огромное значение. Как вспоминала сама художница, её учителя всегда говорили, что живопись должна быть красивой. Это не означает, что живопись расценивалась пестрыми, ярмарочными красками, наоборот. В сдержанной гамме невероятное количество оттенков и полутонов. Энергичные мазки, имеющие свою неповторимость, легкие заливки лессировка, — все это создавало и усиливало пространство холста. Можно было вблизи рассмотреть и наслаждаться красотой произведений, а издали все это сливалось и создавало впечатление цельности и мощи самой природы.
Впоследствии в промежуток между 1985—1988 годами Коллегова проходила стажировку под руководством профессора Б. С. Угарова и В. И. Рейхета. Влияние двух мастеров было колоссальным для Коллеговой. Это видно прежде всего, по дипломной картине «1942 год» и в работах сразу после выпуска Коллеговой. Картины и даже выбор тех, таких как «В колхоз» (1988), «На старые гнезда» (1988), «Коллективизация» (1988), «Бабье лето» (1988), «Весна в Торжке» (1987). Все эти работы были написаны в Доме творчества «Академическая Дача», который находится возле городка Вышний Волочёк, что между Москвой и Санкт-Петербургом. Это место издавна считалось «Русским Барбизоном». Для Коллеговой, Союзом художников РСФСР были созданы все условия для творчества. Прекрасные мастерские, организация всего быта художника, и самое главное — места, которые располагались вокруг. Система озёр, старинные деревни с бытом крестьян, леса… Многие из этих видов были написаны советскими художниками, которые создали все своё творчество именно там.

Коллегова Дарья Александровна — замечательный художник и прекрасный педагог. Продолжая лучшие традиции русской реалистической живописи, Дарья Александровна ищет свой путь в современном изобразительном искусстве. Очень много времени Дарья Александровна уделяет студентам, отдавая им частичку своего таланта и получая взамен их безграничную любовь. — Калюта Юрий Витальевич, профессор кафедры живописи Института имени Репина

### Реализм
Ранние работы Коллеговой созданы в духе классической русской школы живописи. Многочисленные пейзажи среднерусской полосы отличает тонкая одухотворенность, характерная и для творчества великих русских пейзажистов XIX века — Исаака Левитана и Федора Васильева, и для советских художников — Владимира Стожарова, Алексея Грицая. В самых обычных будничных мотивах «Дождь» (1987), «Деревенское стадо» (1987) сотни раз переписанных русскими художниками Коллегова смогла увидеть мир, наполненный необыкновенной красотой, особой поэзией, которая на её холстах творится всего тремя-четырьмя красками. В то же время Коллегова много работала над портретами. В женских образах «Наталья» (1982) «Марина» (1986), «Портрет в платке в профиль» (1986), заметна подчёркнутая заостренность, напряжение композиции, в которой свободное пространство окружающей среды или фона играет не менее важную роль в раскрытии духовного мира персонажа, чем его позиция или портретные черты. Особый интересен представляет серия детских портретов — эскизов к дипломной картине о войне «1942 год». В них художница, не впадая в излишнее умиление, сумела передать назащищённость и трогательность детского характера. Все эти работы, как правило большого формата, создавались в течение многих долгих сеансов. В данный момент работа «1942 год» хранятся в Фонде Академии Художеств.
До начала 90-х годов творческий потенциал художницы не вступал в противоречие с наследием Б. С. Угарова, её колорит был таким же мягким, краски теплыми, легкими мазками лепились крепкие формы. Б. С. Угаров настраивал своих учеников, что художник всем своим творчеством готовит себя к созданию большой гражданской картины, но в 1990-у годы в России произошли очень большие социально-политические изменения. Идея большой гражданской картины перестала быть актуальной, потому живопись в духе классической русской школы XIX века с её характерными темами, мотивами, даже художественными приемами стала восприниматься негативно, как излишне «традиционная».
Так работать было не современно, а работать иначе Коллегова не могла, она только что окончила институт и именно на эти годы приходится сложный этап в творчестве художницы. Перед Коллеговой встала задача, в которой художнице было необходимо соединить замечательный традиции её учителей с собственным впечатление от жизни, глубоко личным видением искусства.

### Пуантилизм
Для Дарьи Коллеговой наступил не простой путь поисков своего лица, своего места в живописи. Здесь снова помогла природа, многолетняя привычка работать исключительно с натурой. По слова художницы — она вдруг увидела, какое яркое солнце, какой может быть свет, как много красок. Не сразу пришло своё, но постепенно сдержанную цветовую гамму сменила яркая и жизнерадостная солнечная палитра. В то время Коллегова работала почти исключительно в жанре «пейзаж-настроения». Наиболее знаменитые работы этого периода художницы — «Полдень», «Лето на даче» и «Курятник». Художница с необыкновенной внимательностью и старательностью переносила на холст ослепительное многообразие летних красок.
Большая выдумщица и невероятно жизнелюбивый человек, Дарья Коллегова постоянно меняется в своем творчестве, стремительно эволюционируя от одного этапа к другому. Увлечение коричневой академической живописью сменяется периодом пуантилизма и большой работой на пленэре. В 1997 году Коллегова приезжает во Францию, где познакомилась с искусством Поля Синьяка и Жоржа Сёра, что оказало большое влияние на стилистику художницы. Так же в этом периоде для художницы значительное место занимают городские пейзажи. Тихие, уютные уголки любимых городов художницы, где она ищет мотивы узнаваемые, но не открыточные. В картинах «Перекресток. Барселона» (1999 год) и «Барселона. Часть II» (1999 год) Барселона предстает в своей интимной красоте. Главное в этих работах — ощущение города, его характер, лирическое настроение. Здесь как правило нет людей, и город кажется намного печальным, но невероятно красивым сплавом природных мотивов и архитектурной среды.
Много прекрасных пейзажей подарили Коллеговой и заграничные поездки — Франция, Испания, Тунис. Работать нужно было быстро, чтобы ухватить мимолетность туристских впечатлений. Характер каждой страны диктовал свою манеру, своё живописное решение. Французские работы, такие как _____ , похожи на легкие путевые впечатления — парижские кафе, пустынные улочки небольших городов — и живопись в этих картинах тоже французская пластичная, неяркая. Испания совсем другая, в ней краски словно плавятся на холсте от ослепительного солнца. Здесь появляются диковинные здания и деревья, будто художница погружает зрителя в восточную сказку. Иные по интонации и пейзажи Туниса — прозрачные, почти воздушные, в которых минимальными изобразительными средствами передано цветовое соотношения бледного, потерявшего синеву небо и белоснежных, словно выгоревшых на солнце построек. Скупо расставленные звучные цветовые акценты и редкие фигуры, населяющие картины, несколько сглаживают неизбежное ощущение пустынности и безжизненности пейзажа. Живопись в этих пейзажах наиболее энергичная; мазок быстрый, стремительный, совсем не характерный для работ, созданных в России или во Франции.

Дарья Коллегова обратилась к той теме, которую В. А. Серов называл «Жаждой жизни, восторгом от сегодняшнего дня». В этих работах отражается чувство восхищения и радость человеческих чувств. Портреты, натюрморты, пейзажи наполнены яркими впечатлениями, которые художница стремиться выразить на холсте.
— Быстров, Александр Кирович, профессор кафедры живописи Института имени Репина, 2007
Итогом этого плодотворного десятилетия стала картина «Перед завтраком» (1999). В какой-то мере это этапное произведение. В нём воплотились все устремления художницы в этот период, её живописные концепции, поиски, сомнения, все её мастерство. В картине нет ничего нарочито красивого. Но с большой теплотой и любовью изображены те старые вещи, которые окружают каждого на даче. Момент ожидания, затишья в недавно проснувшемся доме, и спокойная, умиротворенная поза ребёнка, контрастирует с живой энергией природы, льющейся сквозь открытые окна веранды, заполняя её солнечным светом и красками сада. Конфликтное композиционное построение и яркая, насыщенная палитра — это не просто поиски своей художественной выразительности, а страстное желание приблизиться по чувству и языку к сиюминутному моменту, уловить настроение природы.
На первый взгляд может показаться, что Коллегова изменила себе, и тому, чему её учили в институте. Но это не так. Просто в импрессионистическом методе она увидела для себя счастливую возможность иначе работать с краской, с натурой. Более того, ещё в самых ранних работах «Красные пришли» (1997 год), «В столовой»(1980 год), «Пётр I» (1982 год) заметны и интересы автора к звучному цвету, и стремление выставить динамичную композицию. Скорее можно сказать, что, пройдя долги годы обучения и совершенствования своего мастерства, она смогла естественно соединить собственное яркое и жизнерадостное мировоззрение с тонким пониманием живописи, преданным ей учителями.

## Награды

### Почётные звания
- Доцент факультета живописи и композиции Санкт-Петербургского института скульптуры, архитектуры и живописи им. И. Е. Репина. (1988)[2]
- Благодарность за значительный вклад в развитие сферы культуры Санкт-Петербурга (2013)

## Периодизация
Перечень картин, написанных Коллеговой Дарьей, соответственно периодам её творчества.

### Ранний период и Реализм
«Алупка», 1980, 40х40см — х.м.

«Бабье лето», 1988

«В колхоз», 1988

«В Столовой», 1980, 32х27см — х.м.

«Весенний дворик», 1988, 61х50см — х.м.

«Весна в Летнем саду», 1985, 60х80см — х.м.

«Весна в Торжке», 1987, 48х74см — х.м.

«Вечереет», 1988, 40х50см — х.м.

«Возвращение», 1986, 61х71см — х.м.

«Ворота Сысоева», 1987, 58х75см — х.м.

«Девочка на лошади», 1987, 50х31см — х.м.

«Деревенская Улица», 1987, 60х70см — х.м.

«Деревенский мальчик», 1985, 45х33см — х.м.

«Деревенское стадо», 1986, 35х50см — х.м.

«Деревня. Городок», 1987 61х79см — х.м.

«Дети Ленинграда», 1984, 61х79- х.м.

«Женский портрет» (Этюд к дипломной работе), 1985 — 50,5х50см — х.м.

«Зима на Академической даче», 1986, 35х50см — х.м.

«Картошку садят», 1988 — 67х79 — х.м.

«Коллективизация», 1988

«Коровы», 1987, 38х45см — картон, масло

«Красные Пришли», 1977, 45х75см — х.м.

«Куст бузины», 1987, 35х50см — х.м.

«Лошади на морозе», 1985, 35х50см — х.м.

«Лошадки у сарая», 1986, 35х50см — х.м.

«Марина», 1986, 100х69см — х.м.

«На большой земле», 1985, 54х99см — х.м.

«На старые гнезда», 1988

«Наталия», 1982, 120х80см — х.м.

«Огород весной», 22х36см — картон, масло

«Осень в Петропавловской крепости», 1985 год — 85х65см — х.м.

«Остановка», 1987, 61х61см — х.м.

«Пётр I», 1982, 76х80см — х.м.

«Портрет в платке в профиль», 1986, 42х35см — х.м.

«Портрет девушки в профиль», 1983, 151х100см — х.м.

«Портрет коммуниста», 1985, 70х51см — х.м.

«Портрет мальчика в ушанке», 1985, 1985, 47х42см — х.м.

«Портрет мужчины в белой рубашке», 1985, 50х36см — х.м.

«Пьяные сосны», 1985, 35х50см — х.м.

«Ранняя весна», 1988, 46х98см — х.м.

«Светлана», 1984, 65х50,5см — х.м.

«Сильный мороз», 1987, 35х50см — х.м.

«Старая Ладога», 1985, 35х50см — х.м.

«Старое гумно», 1988, 63х82см — х.м.

«Старуха», 1985, 56х30,5см — х.м.

«Сумерки», 1988, 51,3х52см — х.м.

«Теленок», 1986, 35х50см — х.м.

«Тень и свет», 1986, 24х50см — х.м.

«Три сосны», 1985, 50х35см — х.м.

«У старой Ладоги», 1987, 35х50см — х.м.

«Хлеб», 1982

«Хомут», 1988, 115х98см — х.м.

«Церковь в Мурино», 1982, 56х61см — х.м.

### Импрессионизм, Пуантилизм
«Montjuic», 1999, 54х65см — х.м.

«Sagrada Familia», 1998

«Алишка», 2004, картон, масло

«Барселона. Воскресение», 1998, 73х60 см — х.м

«Барселона. Рыбный рынок», 1999, 54х65см — х.м.

«Барселона. Часть II», 1999, 60х73см — картон, масло

«Белое вино», 2006

«Буфет», 2005

«Весенний натюрморт», 1995

«Весна в Нарва-Йессуу», 1007, 73х92см — х.м.

«Весна на каменном острове», 1998, 72х91см — х.м.

«Гранат», 2005

«Греческая слободка», 2006, 73х92 — х.м.

«Два клёна», 1994,

«Двор», 1990, 70х65см — х.м.

«Дети в саду», 1997

«Дождь», 1987, 69х56см — х.м.

«Дождь», 2001

«Дормелль. Франция», 1996, 73х92см — х.м.

«Жасмин», 2007, 92х73см — х.м.

«Желтный натюрморт», 1996

«Золотая рыбка», 1997

«Игра в карты», 2002, 33х34см — картон, масло

«Казанская икона», 2007, 102х97см — х.м., газета

«Камни», 2004, 35х50см — х.м.

«Коломбина и Пьеро», 2006, 112х92см — х.м.

«Коломна», 1994,

«Красная рыба», 2007, 84х93см — х.м.

«Красный дом», 1994 — х.м.

«Курятник», 1996, 60х92см — х.м.

«Летний букет сирени», 1996

«Лето на даче», 1999, 70х59см — х.м.

«Лето», 1994,

«Львиный мостик», 1994

«Львиный мостик», 1999, 40х50см — х.м.

«Медный таз», 2007, 100х81см — х.м.

«Мечеть», 2002, 53х73см — х.м.

«Мимоза», 1999, 61х61см — картон.масло

«Музыкант. Place del Pi», 1998, 60х73см — х.м.

«На верфях. Пётр I», 1990, 59х90см — х.м.

«На даче», 1993, 65х50см — х.м.

«На детском пляже», 2004, 35х50см — х.м.

«Натюрморт на красной кухни», 2005

«Натюрморт с красными маками», 1996

«Натюрморт с рыбой», 1989, 65х46см — х.м.

«Овощная лавка», 1999, 52х67см — х.м.

«Огород» 1993, 40х40 — х.м.

«Окно», 2007, 97х97см — х.м.

«Парники», 1994, 53х43см — х.м.

«Перед завтраком (Ангелина)», 1999

«Перекрёсток», 1999, 24х41см — х.м.

«Площадь в Алупке», 2004, 35х50см — х.м.

«Площадь Испании», 1999, 60х60 — х.м.

«Полдень», 1997, 65х75см — х.м.

«Портрет девочки», 2007, 93х73см — х.м.

«Портрет Мстислава Павлова», 26х21см — картон, масло

«Путники в горах», 2006, 81х92см — х.м.

«Пятигорск», 1994, 35х49 — х.м.

«Розовый стол», 2007, 127х81см — х.м.

«Розы в старинной банке», 2007, 93х73см — х.м.

«Сад „Лопухинка“», 1997, 65х81 — х.м.

«Синий натюрморт», 1997

«Собор Гауди», 1998

«Собор Николы Морского», 1990, 75х70см — х.м.

«Солнечная веранда», 2007, 100х81см — х.м.

«Солнце», 2006, 92х73см — х.м.

«Старая Ялта», 2007, 92х73см — х.м.

«Старинный предметы», 2007, 97х97см — х.м.

«Татарский дворик», 2004 — 35х50 — х.м.

«Тень», 1999, 25х36см — х.м.

«Терраса», 2004 — 50х35 — х.м.

«Тыква», 1999, 57х70см — х.м.

«У моря», 1999, 97х130см — х.м.

«Утро», 2006, 100х81см — х.м.

«Фруктовый рынок», 2007, 100х81см — х.м.

«Хэллоуин», 2007, 154х103см — х.м.

«Ялта», 2006, 81х100см — х.м.